# Clytia lomae
Clytia lomae is een hydroïdpoliep uit de familie Campanulariidae. De poliep komt uit het geslacht Clytia. Clytia lomae werd in 1909 voor het eerst wetenschappelijk beschreven door Torrey. 